# Nardeguin
Nardeguin (del ruso: Нардегин) es un jútor del raión de Kushchóvskaya del krai de Krasnodar, en Rusia. Está situado en la orilla izquierda del río Yeya, 12 km al noroeste de Kushchóvskaya y 175 km al norte de Krasnodar, la capital del krai. Tenía 254 habitantes en 2010
Pertenece al municipio Shkurinskoye. 